# 宗岡村
宗岡村（むねおかむら）は、埼玉県入間郡、後に北足立郡に存在した村。
1955年（昭和30年）5月3日、志木町との合併による足立町の成立により消滅。

## 地理
- 埼玉県北足立地域の荒川右岸に位置する。
- 2021年現在において、志木市北東半にあたり、上宗岡・中宗岡・下宗岡の地名に名残を留める。

## 歴史
もとは江戸期より存在した宗岡村、古くは戦国期より存在した棟岡であった。
- 1869年（明治2年） - 前橋藩および品川県の管轄下に置かれる。
- 1871年（明治4年） - 廃藩置県により入間県の所属となる。
- 1873年（明治6年） - 熊谷県の所属となる。
- 1876年（明治9年） - 埼玉県の所属となる[1]。
- 1874年（明治7年）7月12日 - 宗岡小学校が開校。（真言宗実蔵院本堂に置かれた。）
- 1884年（明治17年）7月16日 - 水谷村と連合し戸長役場を宗岡村に設置。
- 1889年（明治22年）4月1日 - 町村制施行に伴い、入間郡宗岡村となる[1]。又水谷村との連合を解除。宗岡村独立。
- 1923年（大正12年）9月1日 - 関東大震災により家屋全壊31棟、半壊19棟。
- 1924年（大正13年）7月1日 - 宗岡村立簡易図書館創立。
- 1929年（昭和4年）10月31日 - 宗岡閘門及び洗堰竣工。
- 1944年（昭和19年）2月11日 - 戦時町村合併促進法に基づき、北足立郡志木町・内間木村・入間郡水谷村と合併し北足立郡志紀町となる[1][2]。
- 1948年（昭和23年）4月1日 - 志紀町が解体され、志木町・内間木村・宗岡村・水谷村に分離し、北足立郡宗岡村が成立する[1][2]。
- 1955年（昭和30年）5月3日 - 志木町と合併し、足立町大字宗岡となる[2]。

## 村名の起源
- 領主説
  - 恐らくかつて宗岡氏を称したであろう豪族がこの地に領有していたためにその名が起こったが、宗岡氏と言う豪族に関する資料が無いためこの説は乏しいとされている。
- 地形説
  1. 奥東京湾の終末期に入間川、新河岸川、柳瀬川の合流地点にあった三角州が丁度人の寝た胸の隆起を思わせてムネオカ→宗岡となったという説。
  2. 昔、秋ヶ瀬｛現宗岡字原（秋ヶ瀬橋の下辺り）｝から精進場（現中宗岡五丁目富士下橋付近）まで土手の様に高かった（自然堤防）形状が丁度家でいう屋根棟と同じ形状だったところから棟岡→宗岡という説。

## 教育
- 宗岡村立宗岡小学校

## 小字名
詳しくは宗岡村の小字名一覧に表示

## 関連文献
- 斎藤長秋 編「巻之四 天権之部 宗岡宿」『江戸名所図会』 3巻、有朋堂書店〈有朋堂文庫〉、1927年、69-71頁。NDLJP:1174157/39。